# Carlos Lavado

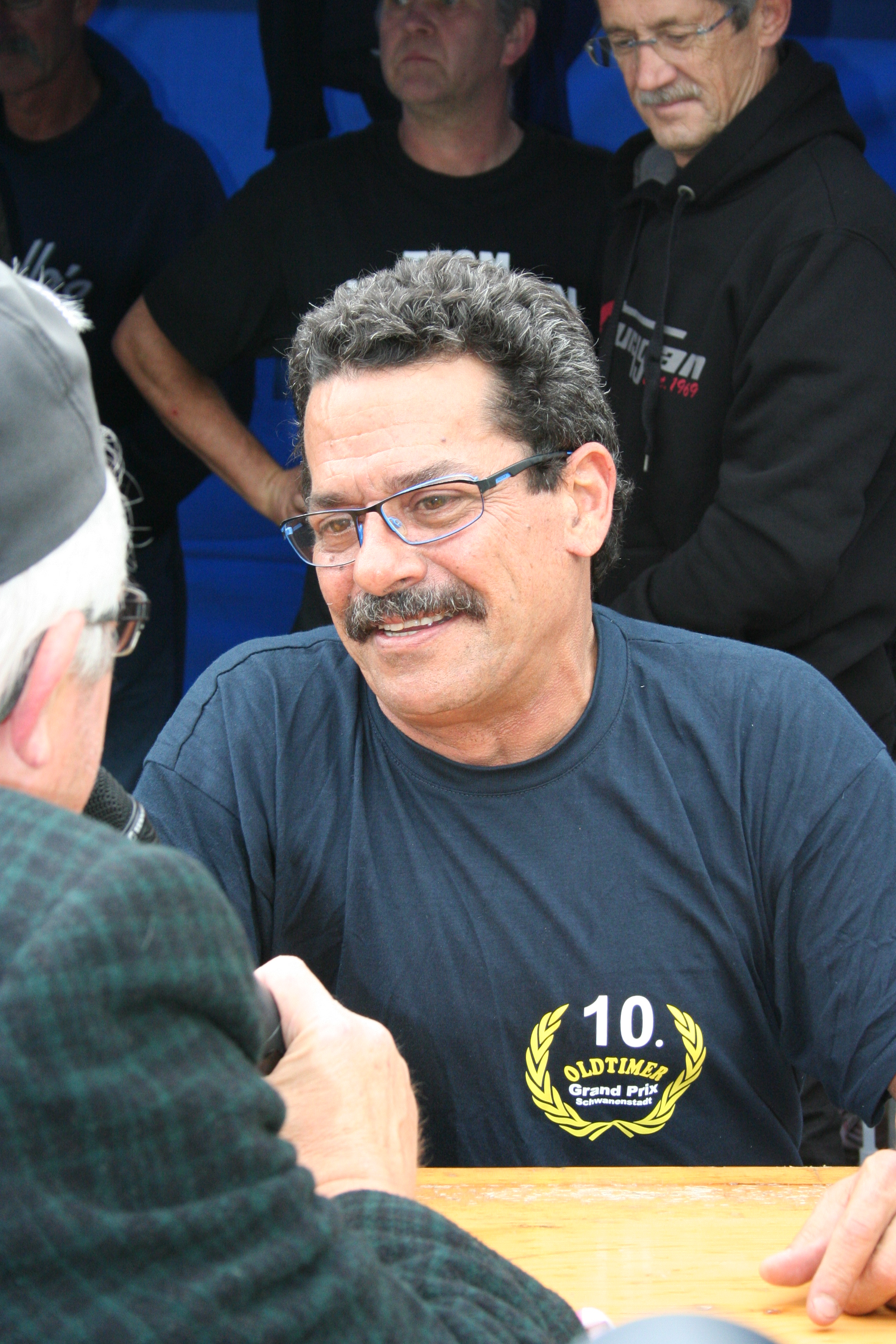
Carlos Lavado (2016)

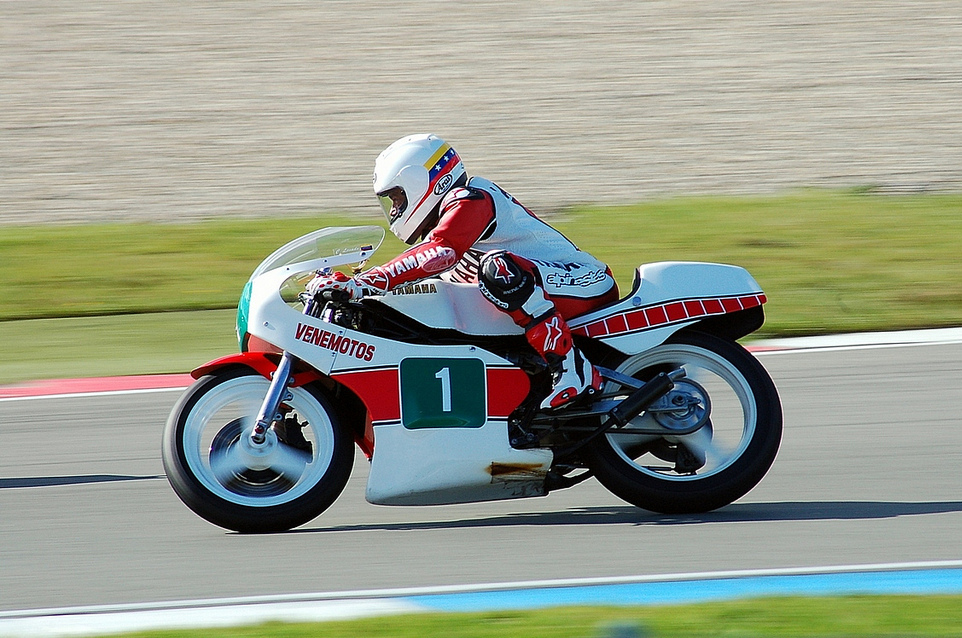
Carlos Lavado auf 250-cm³-Yamaha bei der Centennial Classic TT 2010 in Assen

Carlos Lavado (* 25. Mai 1956 in Caracas, Venezuela) ist ein ehemaliger venezolanischer Motorradrennfahrer. Er ist neben seinem Landsmann Jonny Cecotto der einzige venezolanische Zweirad-Pilot dem der Gewinn eines WM-Titels gelang.

## Karriere
Er wurde 1983 und 1986 in der 250-cm³-Klasse auf Yamaha Weltmeister. Bekannt war Lavado wegen seiner waghalsigen Fahrweise, die ihm im Fahrerlager nicht nur Freunde einbrachte.
Bei seinen 137 Starts in der Motorrad-WM gelangen Carlos Lavado 19 Siege, 42 Podiumsplätze, 22 Pole-Positions, sowie 13 Schnellste Rennrunden.
Von 1981 an bestritt Lavado seine Saisons als Fahrer von Yamaha-Maschinen. 1989 wechselte er zu Aprilia und beendete seine GP-Rennen 1992 auf einer Gilera.

## Statistik

### Erfolge
- 1983 – 250-cm³-Weltmeister auf Yamaha
- 1984 – 250-cm³-WM-Dritter auf Yamaha
- 1985 – 250-cm³-WM-Dritter auf Yamaha
- 1986 – 250-cm³-Weltmeister auf Yamaha
- 19 Grand-Prix-Siege